# Kurt Kuschela
Kurt Kuschela (* 30. September 1988 in Ost-Berlin, DDR) ist ein ehemaliger deutscher Kanute.

## Leben
Er begann seine sportliche Laufbahn 1998. Seit 2002 trainierte er bei der Sportgemeinschaft „Einheit“ in Spremberg im Kanurennsport. Kuschela absolviert eine Ausbildung zum Berufsfeuerwehrmann. Er lebt in Potsdam und startet dort für den Kanu-Club Potsdam.

## Sportliche Karriere
Im Jahr 2012 konnte sich Kuschela im Zweier-Canadier über 1000 m zusammen mit Partner Peter Kretschmer für die Olympischen Sommerspiele 2012 in London (Großbritannien) qualifizieren, nachdem sich das Duo gegen die Weltmeister von 2011, Tomasz Wylenzek und Stefan Holtz, beim Welt-Cup-Rennen in Duisburg durchgesetzt hatte. Über diese Strecke gewannen er und Kretschmer bei den Spielen dann auch die Goldmedaille.

## Ehrung
- 2012: zusammen mit Peter Kretschmer Mannschaft des Jahres von Brandenburg[3]